# 拉比·馬通多
拉比·馬通多（英語：Rabbi Matondo；2000年9月9日—）是一位威爾斯足球運動員，在場上的位置是翼鋒。現效力於德國足球乙級聯賽球隊漢諾威 (蘇格蘭足球超級聯賽球隊格拉斯哥流浪外借)。
他的父親是剛果民主共和國人 。